# Oryzoborus maximiliani
Oryzoborus maximiliani là một loài chim trong họ Thraupidae.